# Komlóskai Mogyorós-tető és Zsidó-rét
Komlóskai Mogyorós-tető és Zsidó-rét este o arie protejată (arie specială de conservare — SAC, sit de importanță comunitară — SCI) din Ungaria întinsă pe o suprafață de 357,75 ha, integral pe uscat.

## Localizare
Centrul sitului Komlóskai Mogyorós-tető és Zsidó-rét este situat la coordonatele 48°21′33″N 21°28′11″E / 48.359167°N 21.469722°E.

## Înființare
Situl Komlóskai Mogyorós-tető és Zsidó-rét a fost declarat sit de importanță comunitară în mai 2004 pentru a proteja 1 specie de plante și 8 specii de animale. Situl a fost protejat și ca arie specială de conservare în februarie 2010.

## Biodiversitate
Situată în ecoregiunea panonică, aria protejată conține 6 habitate naturale: Fânețe montane, Păduri panonice-balcanice de stejar turcesc - stejar sesil, Păduri de fag Luzulo-Fagetum, Păduri de fag Asperulo-Fagetum, Formațiuni ierboase bogate în specii de Nardus, dezvoltate pe substraturi silicioase în zone montane (și în zone submontane, în Europa continentală), Mlaștini alcaline.
La baza desemnării sitului se află mai multe specii protejate:
- plante (1): sisinei (Pulsatilla grandis)
- amfibieni (1): izvoraș-cu-burta-galbenă (Bombina variegata)
- nevertebrate (7): fluturele de noapte (Eriogaster catax), Euplagia quadripunctaria, Isophya stysi, rădașcă (Lucanus cervus), fluturele purpuriu (Lycaena dispar), Maculinea teleius, Pholidoptera transsylvanica

Pe lângă speciile protejate, pe teritoriul sitului au mai fost identificate 17 specii de plante, 1 specie de amfibieni, 2 specii de mamifere, 3 specii de nevertebrate, 1 specie de reptile.